# Patrick Remy
Patrick Remy (Béchy, 25 augustus 1954) is een Frans voormalig voetballer en voetbalmanager.
Hij speelde voor FC Metz, AJ Auxerre en Olympique Marseille. Daarna trainde hij AS Beauvais Oise, CS Sedan, AA Gent, SM Caen en EA Guingamp. Hij trainde ook Troyes AC, nadat hij hier in juni 2009 aankwam, maar werd ontslagen in juni 2010, hoewel hij de promotie naar de Franse tweede klasse hielp te bewerkstelligen.